# Lousa (Castelo Branco)
Lousa é uma povoação portuguesa do Município de Castelo Branco, situada na antiga província da Beira Baixa, na região do Centro (Região das Beiras) e sub-região da Beira Interior Sul, que foi sede da extinta Freguesia de Lousa, freguesia que tinha 35,82 km² de área e 621 habitantes (2011), e, por isso, uma densidade populacional de 17,3 hab/km².
A Freguesia de Lousa foi extinta em 2013, no âmbito de uma reforma administrativa nacional, tendo sido agregada à Freguesia de Escalos de Cima para formar uma nova freguesia denominada União das Freguesias de Escalos de Cima e Lousa com a sede em Escalos de Cima.

## População

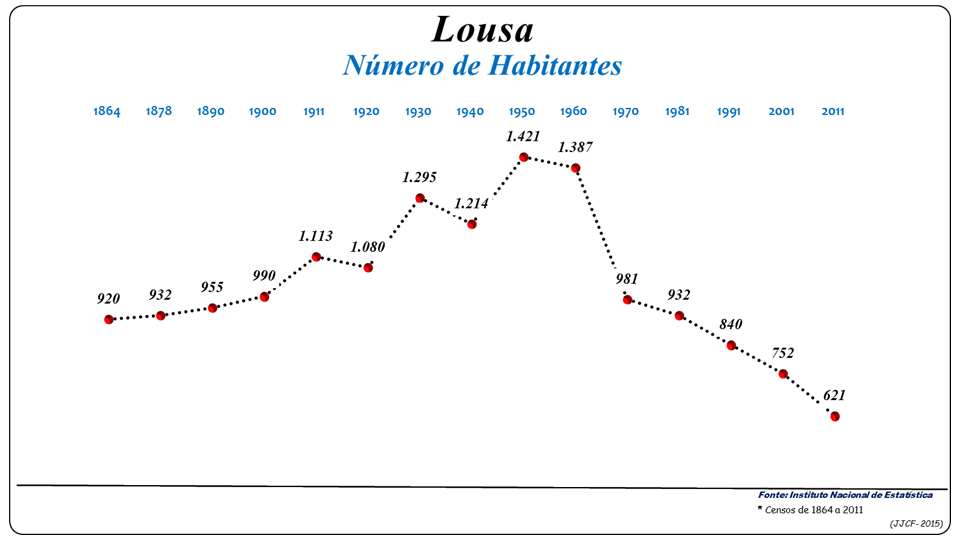
Evolução da População (1864 / 2011)

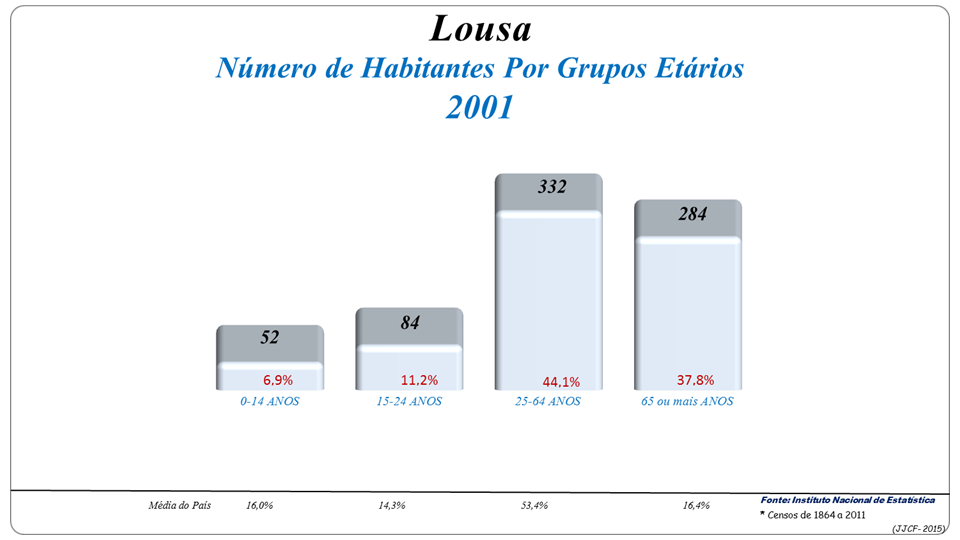
Grupos Etários (2001 e 2011)

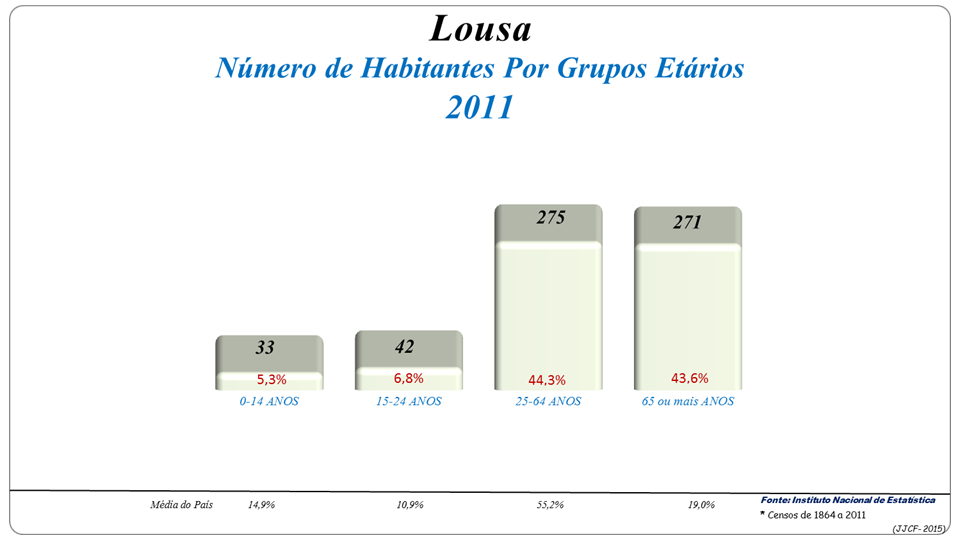
Grupos Etários (2001 e 2011)

| População da freguesia de Lousa | População da freguesia de Lousa | População da freguesia de Lousa | População da freguesia de Lousa | População da freguesia de Lousa | População da freguesia de Lousa | População da freguesia de Lousa | População da freguesia de Lousa | População da freguesia de Lousa | População da freguesia de Lousa | População da freguesia de Lousa | População da freguesia de Lousa | População da freguesia de Lousa | População da freguesia de Lousa | População da freguesia de Lousa |
| ------------------------------- | ------------------------------- | ------------------------------- | ------------------------------- | ------------------------------- | ------------------------------- | ------------------------------- | ------------------------------- | ------------------------------- | ------------------------------- | ------------------------------- | ------------------------------- | ------------------------------- | ------------------------------- | ------------------------------- |
| 1864                            | 1878                            | 1890                            | 1900                            | 1911                            | 1920                            | 1930                            | 1940                            | 1950                            | 1960                            | 1970                            | 1981                            | 1991                            | 2001                            | 2011                            |
| 920                             | 932                             | 955                             | 990                             | 1 113                           | 1 080                           | 1 295                           | 1 214                           | 1 421                           | 1 387                           | 981                             | 932                             | 840                             | 752                             | 621                             |

## História
Este pequeno povoado do antigo Alfoz da Covilhã, por determinação de el-rei D. Afonso II e por vontade da Ordem do Templo, em 1214, esta localidade da Lousa passou a fazer parte da grande Herdade da Cardosa, que foi depois Vila Franca da Cardosa, em Castelo Branco.
Em 1226, igualmente a Ordem do Templo recebia em doação a Vila de Lardosa. Nessa escritura, na parte que diz respeito à Lousa, pode-se ler:
«Em nome de Cristo. Seja conhecido de todos, tanto presentes como futuros, que nós, Simão Martinho Nuno, Mestre da Ordem do Templo nos Três Reinos de Espanha, com o concelho e o consentimento dos nossos Irmãos, fazemos um tal pacto com Dona Joana e seus filhos João Raimundo e Joana Raimundo e seu genro R. Martinho, isto é, que damos à Casa do João e Martinho Pedro, em vida deles, a nossa aldeia de Lousa, com todos os seus rendimentos, com os dízimos, assim como as outras coisas que nós aí temos. ...
... na era de 1263, reinando o rei Afonso em Portugal.  ... »

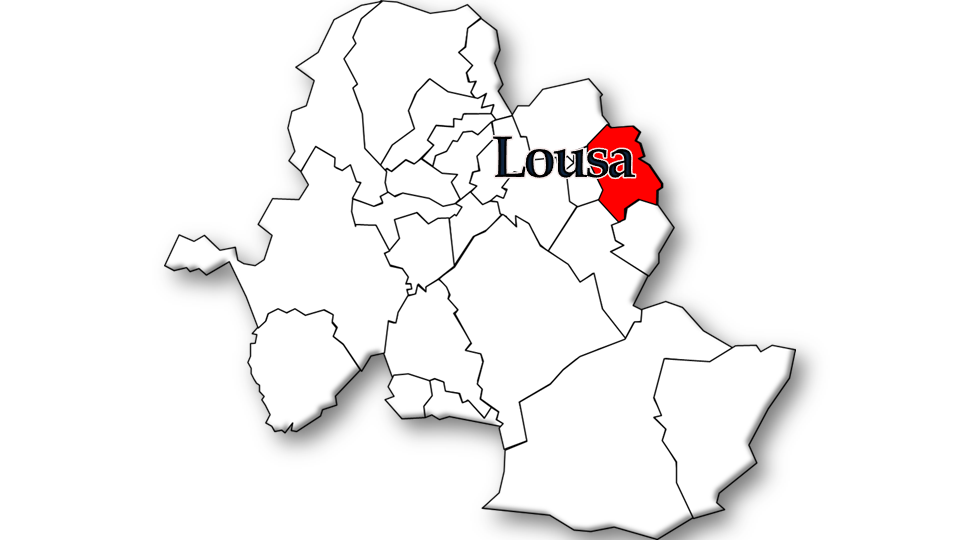
Localização no Município de Castelo Branco

## Património
- Capelas de Santo António, de S. Sebastião, de Santa Bárbara (e cruzeiro) e de S. Geraldo
- Casas brasonadas
- Fonte de Santa Maria
- Alminhas
- Cruzeiro

## Cultura

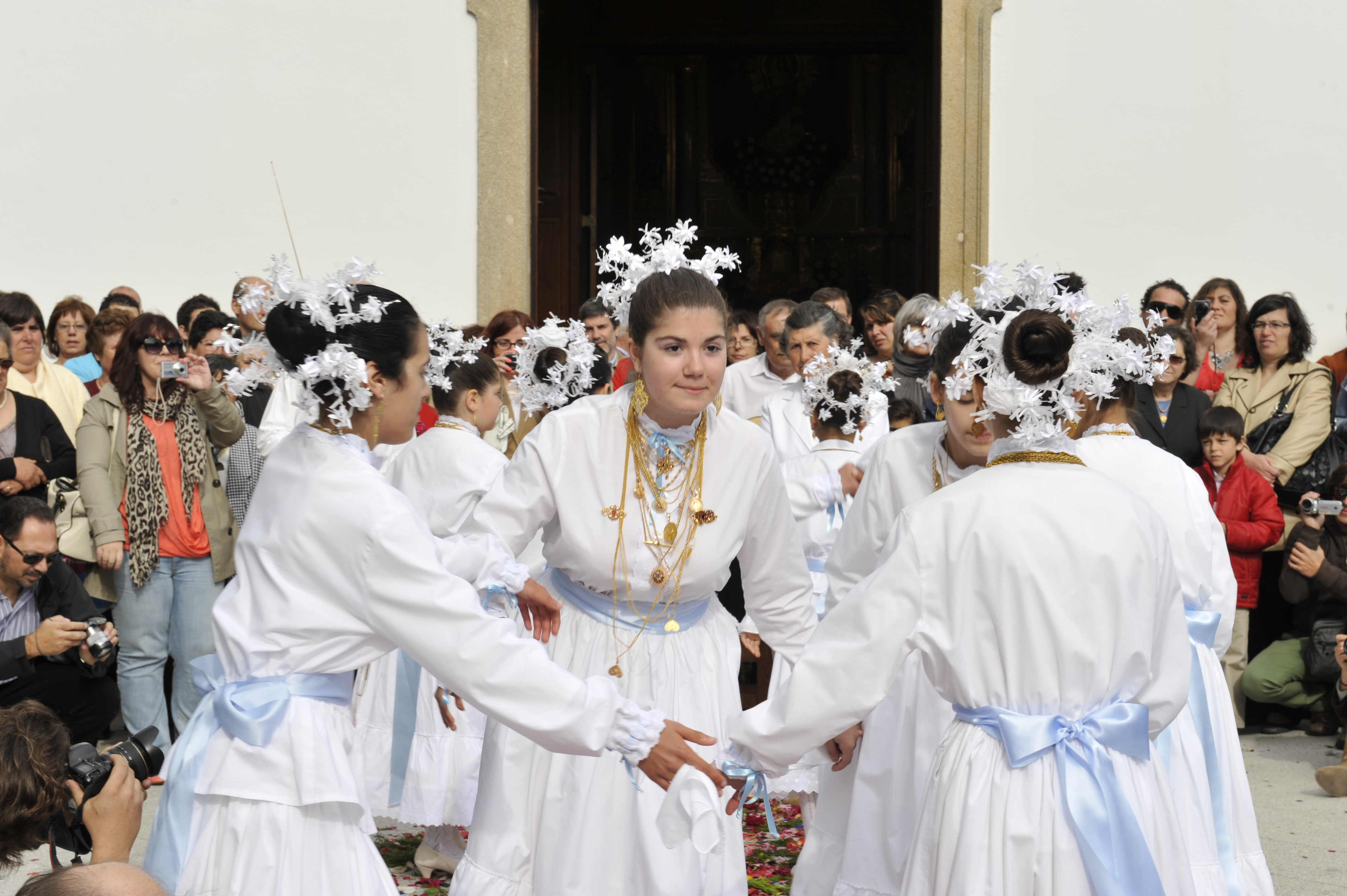
Dança das Virgens
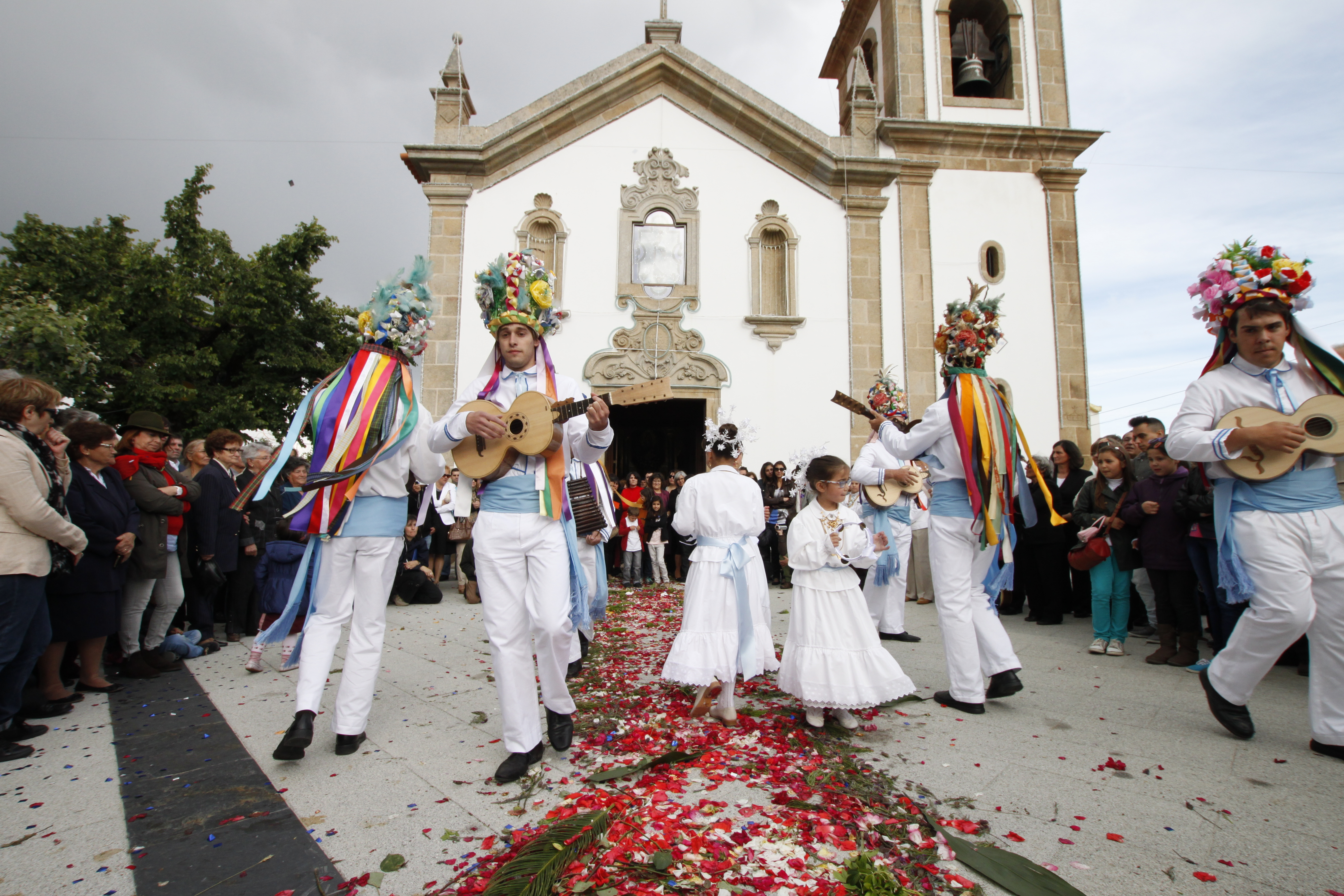
Dança dos Homens
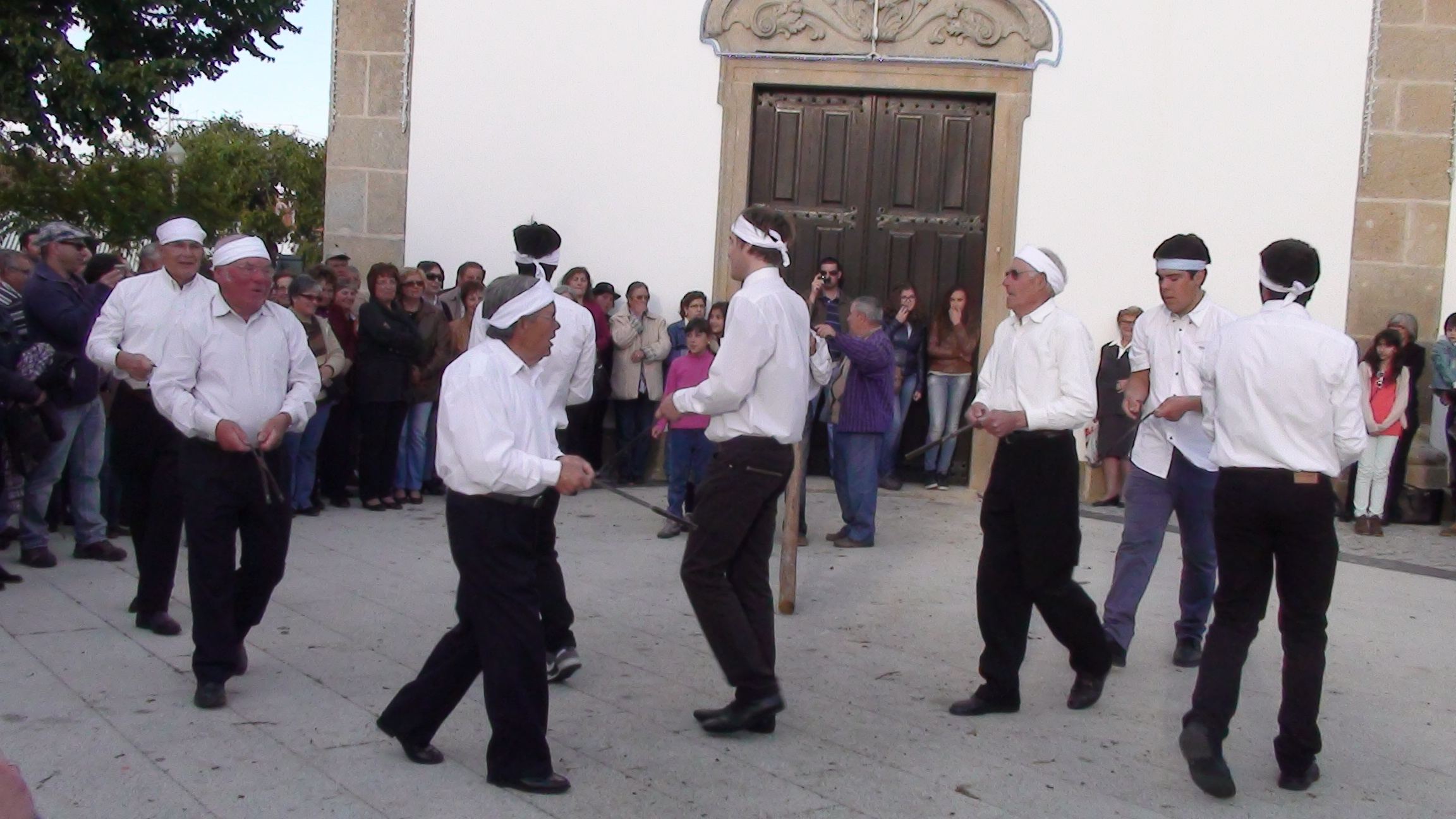
Dança das Tesouras